# Heterogenie
Als Heterogenie wird in der Genetik das Phänomen bezeichnet, dass das gleiche Merkmal (Phänotyp) von unterschiedlichen Genen hervorgerufen werden kann. Krankheiten, die heterogen verursacht werden, die also auf Mutationen in verschiedenen Genen zurückgehen können, sind zum Beispiel Albinismus und erbliche Gehörlosigkeit.
Bei heterogen verursachten Krankheiten können auch dann, wenn die krankheitsverursachenden Allele rezessiv sind, Kinder zweier kranker Eltern phänotypisch gesund sein. Wenn beispielsweise bei zwei Genen (A und B) krankheitsverursachende Allele (a und b) vorkommen, können ein betroffener Vater mit dem Genotyp [AAbb] und eine ebenfalls betroffene Mutter mit dem Genotyp [aaBB] ein gesundes Kind mit dem Genotyp [AaBb] zeugen.
Heterogenie kann die Erforschung der Ursachen erblicher Erkrankungen erheblich erschweren, da sie neben dem Vorkommen verschiedener Allele und Umweltfaktoren zu Variationen im Erscheinungsbild einer Krankheit beiträgt.